# Il flauto magico (film 2022)
Il flauto magico (The Magic Flute) è un film del 2022 diretto da Florian Sigl.
La pellicola è liberamente tratta dall'omonimo singspiel di Wolfgang Amadeus Mozart.

## Trama
Il diciassettenne Tim Walker lascia Londra per studiare in un collegio sulle Alpi austriache. Nella nuova scuola scopre un passaggio segreto che conduce al magico mondo del Flauto magico di Mozart.

## Produzione

### Sviluppo
Nel novembre 2017 è stato annunciato che Centropolis Entertainment e Flimmer avrebbero prodotto un adattamento moderno dell'opera di Mozart.
Nel febbraio 2021 è stato annunciata la presenza nel cast di Iwan Rheon, Jack Wolfe, Asha Banks, Amir Wilson, Sabine Devieilhe, Rolando Villazón e Morris Robinson.

### Riprese
Le riprese principali sono iniziate a Monaco nel febbraio 2021 e si sono concluse a Tenerife il mese successivo.

## Promozione
Il primo trailer del film è stato pubblicato il 6 luglio 2022.

## Distribuzione
L'uscita del film è prevista per la fine del 2022.